# Ualabi boscà gros
El ualabi boscà gros (Dorcopsis hageni) és una espècie de marsupial de la família dels macropòdids. Viu a Indonèsia i Papua Nova Guinea.